# Jura alsacien

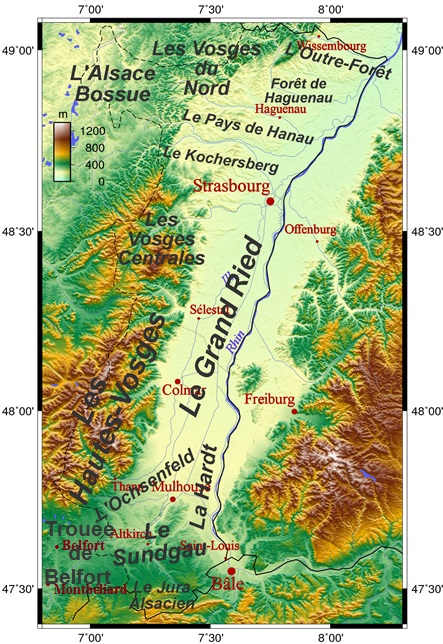
Carte de l'Alsace avec les régions naturelles.

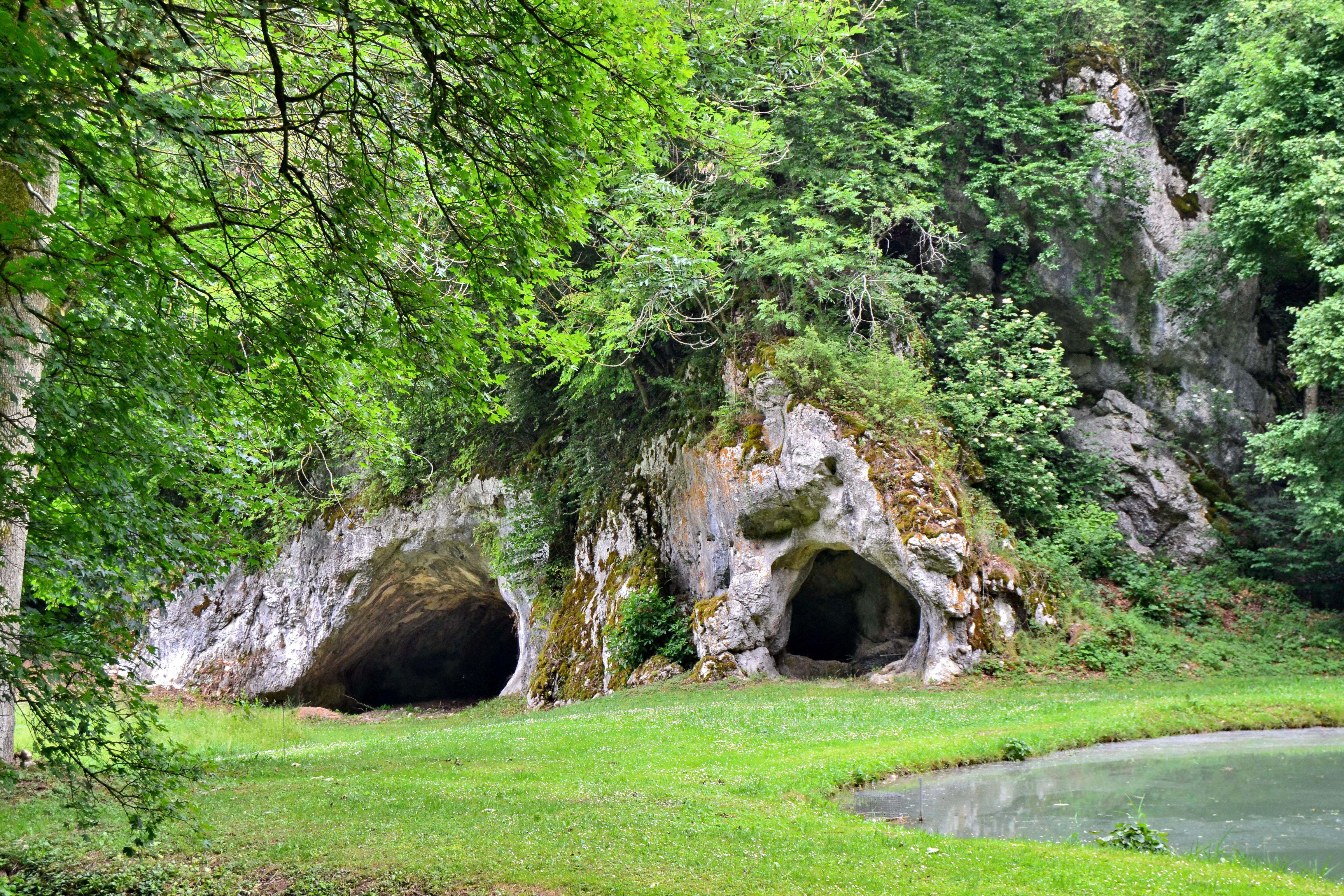
Les abris sous roche du Mannlefelsen, à Oberlarg.

Le Jura alsacien est une région naturelle de France située à l'extrémité septentrionale du massif du Jura, au sud de l'Alsace, en bordure de la frontière avec la Suisse. 

## Géographie
La frontière de l’Alsace avec la Suisse repose sur très peu de fondement d’ordre naturel. La virgation septentrionale de la chaîne de plissement du Jura échancre l’Alsace du Sud, appelée le Sundgau. Elle est caractérisée par une série de chaînons allongés dans le sens ouest-est, de roche calcaire, que séparent des dépressions taillées dans les marnes ; des cours d’eau, tels la Largue ou l’Ill, qui prennent dans ces montagnes leur source et rejoignent le fossé rhénan par un tracé zigzaguant ; ils suivent pour l’essentiel de leur tracé les dépressions marneuses mais gagnent le nord en passant de l’une à l’autre par des gorges entaillées à travers les chaînons. Qui dit calcaire, dit phénomènes de dissolution de la roche et engloutissement des eaux, et le Jura alsacien est l'une des deux seules zones possédant des phénomènes karstiques (grottes, résurgences de rivières souterraines et analogues) en Alsace. Les abris sous roche du Mannlefelsen, à Oberlarg, dont l’un est célèbre pour les gisements préhistoriques qu’il contient, en sont un exemple. Il s’agit en somme là des traits de paysage caractéristique d’une bonne partie du Jura appelé le « Jura plissé ».
Dans le détail, cinq types de combinaisons naturelles peuvent être distingués :
- sur le sommet et les hauts de versants des chaînons :
  - là où les pentes sont raides, 20° et plus, des terrains très pierreux, dont le caractère provient de l'éclatement de la roche par le gel lors des périodes glaciaires (essentiellement la dernière), supportent des sols peu évolués car ils sont la proie de l'ablation. Ces cailloux sont descendus le long des versants selon des processus complexes, associant l'éboulis, la solifluxion et le glissement en présence de neige sur ces pentes alors dénuées de végétation couvrante,
  - là où les pentes sont moins raides, les sols sont moins pierreux parce que reposant sur une masse solifluée assez épaisse. Ils sont évolués, plus épais,
  - sur les bas-versants marneux, les caractères sont proches de ceux des versants peu raides sur calcaire, avec une charge pierreuse encore moindre, mais réelle, car alimentée par la descente du matériel depuis les versants calcaires qui les dominent. Ce sont des pentes sensibles aux glissements ;
- les fonds de vallées comportent deux types de terrains :
  - sur les terrasses non inondables, des nappes de galets sont recouvertes d'une couche d'épaisseur inégale de limons de débordement. Des sols bien développés et profonds ont pu s'y former ; sur les terrasses les plus basses cependant, ils sont souvent affectés par un égorgement en eau qui leur confère des caractères défavorables,
  - des lits d'inondation actuels, fonds de vallons souvent drainés artificiellement, présentent les mêmes caractéristiques, mais seulement des sols embryonnaires.

## Administration
L'ex communauté de communes du Jura alsacien regroupait 24 communes : Bendorf, Bettlach, Biederthal, Bouxwiller, Courtavon, Durlinsdorf, Ferrette, Fislis, Kœstlach, Kiffis, Levoncourt, Liebsdorf, Ligsdorf, Linsdorf, Lucelle, Lutter, Mœrnach, Oberlarg, Oltingue, Raedersdorf, Sondersdorf, Vieux-Ferrette, Winkel et Wolschwiller.
Le 1er janvier 2014, elle a intégré les communes de Bisel, Feldbach et Riespach.
Le 1er janvier 2017, avec 4 autres communautés, elle a constitué la communauté de communes Sundgau.